# Tsagaannuur (Bayan-Ölgii)
Pour les articles homonymes, voir Tsagaannuur (homonymie).
Tsagaannuur (mongol : ᠴᠠᠭᠠᠨᠨᠠᠭᠤᠷ
ᠲᠣᠰᠬᠣᠨ, VPMC : chaɣannuɣur tosqon, cyrillique : Цагааннуур тосгон, MNS : Tsagaannuur tosgon) est un sum et tosgon du aïmag de Bayan-Ölgii, à l’extrémité ouest de la Mongolie, principalement peuplée de Kazakhs.